# 西加積駅
西加積駅（にしかづみえき）は、富山県滑川市下梅沢にある富山地方鉄道本線の駅である。駅番号はT15。

## 歴史
- 1913年（大正2年）6月25日：立山軽便鉄道の梅沢駅として開業。
- 1917年（大正6年）6月25日：社名変更により立山鉄道の駅となる。
- 1921年（大正10年）2月20日：梅沢駅を西加積駅に改称[1]。
- 1931年（昭和6年）3月20日：会社合併により富山電気鉄道の駅となる。
- 1943年（昭和18年）1月1日：会社合併により富山地方鉄道本線の駅となる。

## 駅構造
単式ホーム1面1線を持つ地上駅。ホーム上に待合室があるだけの無人駅であり、駅舎は無い。

## 利用状況
近年の1日平均乗降人員は以下の通り。
| 年度   | 1日平均 乗降人員 |
| ------ | ---------------- |
| 2011年 | 51               |
| 2012年 | 51               |
| 2013年 | 49               |
| 2014年 | 48               |
| 2015年 | 50               |
| 2016年 | 54               |
| 2017年 | 52               |
| 2018年 | 54               |

## 駅周辺
- 滑川市立西部小学校
- 西加積幼稚園
- PLANT-3 滑川店（スーパーセンター）

## 隣の駅
富山地方鉄道
■本線
■アルペン特急・■急行
通過
■普通
中加積駅 (T14) - 西加積駅 (T15) - 西滑川駅 (T16)